# りんご飴マン
りんご飴マン（りんごあめマン、1986年1月14日 - )は、青森県弘前市を拠点に活動する、通称「生ゆるキャラ」、職業は実業家である。町おこし活動の傍ら、舞台脚本、映像制作、同市のご当地アイドル・りんご娘をはじめとするリンゴミュージックのプロデュースなども手がけている。リンゴアメ株式会社社長。
このページでは、「下田翼」名義での活動に関しても記載する。

## 略称
東京都小金井市出身。武蔵大学人文学部卒業。
2012年、仕事と並行し、大学時代の有志である藤代雄一朗などとりんご飴の魅力を世界に発信するサイト「ringo-a.me」を立ち上げる。当初「りんご＝青森」と考え青森に訪れたところ、りんご飴がないことにショックを受けたという。
2013年、「Beauty × ringo-a.me」撮影の一環でりんご娘・アルプスおとめを撮影。それ以来、弘前に惚れ込んだという。
2014年、劇団RINGOAMEを始動。その後、高円寺商店街連合会の公式ゆるキャラに募集し、落選するもネットにて話題となる。
2015年、青森県弘前市に地域おこし協力隊として移住。相馬地方を中心に、町おこし活動等を手掛ける。弘前PR動画『魔法が使えるかもしれない街　弘前～HIROSAKI～』監督を務める。
2016年5月、独立。
2017年より、りんご娘をはじめ、リンゴミュージック所属グループのPV監督、プロデューサー等を多く手がける。
2018年、『君は笑う』監督を務める。同作品は、同年に第10回沖縄国際映画祭、2020年に渋谷TANPEN映画祭CLIMAXat佐世保(オンライン)にて公開された。
2021年、リンゴアメ株式会社を設立。

## 人物
- 赤塗りの顔に赤い被り物、刺さった割りばしと、りんご飴を模した顔が大きな特徴である。なお、これは東急ハンズで購入したカニの被り物を流用し手足をもぎ取ったものであるため、カニの目の名残がある[2][6]。
- 「下田翼」名義での活動も並行して行うが、「私は人間ではありません。ある人が落としたりんご飴から、僕は誕生しました[4]」と述べており、あくまでも正体は不明、下田氏とは無関係とのスタンスである。
- 割りばしは「命の灯火」である[7]。酒に酔うと割りばしの角度が据わる[8]。
- タバコは吸わない[8]。
- 都内で7年間、広告代理店での勤務経験がある[2][1]。
- スターバックス弘前公園店の利用客第一号である。前日から徹夜をし、オレンジジュースを注文した[9]。
- 「なんかいいな」との感覚を大切にしている[2]。
- りんご娘メンバーからは、「私たちのことを死にそうになるほど考えてくれる」と感謝されている[10]。
- Twitter上でレシピが公開されている[11]。塗料はクロマクリル。
- 当初は「弘前」を「ヒロマエ」だと思い込んでいた[6]。

## 作品

### りんご飴マン名義
- 劇団RINGOAME『りんご飴売りの少女』脚本
- 劇団RINGOAME『サクラと飴の大騒動』脚本
- RINGOMUSUME[注釈 1]『RINGO STAR』PV 監督
- RINGOMUSUME『アメノチヒカリ』PV 監督
- 青森県ショートフィルム製作委員会『君は笑う』
- 弘前PR動画『魔法が使えるかもしれない街　弘前～HIROSAKI～』
- RINGOMUSUME『101回目の桜』PV 監督
- RINGOMUSUME『JET GIRL』PV 監督
- RINGOMUSUME『JAWAMEGI NIGHT!!』 プロデューサー
- RINGOMUSUME『Kimi-Dake』プロデューサー
- RINGOMUSUME『0と1の世界』プロデューサー
- RINGOMUSUME『RINGO DISCO』プロデューサー
- RINGOMUSUME『りんごの木』プロデューサー
- RINGOMUSUME『LOVE & SOLDIER』プロデューサー（リアレンジ版）
- アルプスおとめ『ニジイロリンゴ』PV 監督
- ライスボール『掌』PV 制作
- ライスボール『ハローグッバイ』プロデューサー

ほか

### 下田翼名義
- 青森県大鰐町 移住定住PR MOVIE『家族のかたち、大鰐のくらし』プロデューサー
- 青森市PR動画『ちょっといいじゃん青森市』協力
- 『桜舞う日に 弘前観桜会100周年』企画
- 株式会社ムジコ・クリエイト『モータースクールCM 「走り出すのは、これからだ」編』クリエイティブ・ディレクター
- RINGOMUSUME『JOMON』プロデューサー
- RINGOMUSUME『トレイン』プロダクションマネージャー
- りんご娘『りんごに恋したマメコバチ』プロデューサー
- りんご娘『桜ダイヤモンド』プロデューサー
- りんご娘『モドコモード』プロデューサー
- りんご娘『Candy Apple 〜恋はあせらず〜』プロデューサー
- りんご娘『KE・YA・GU』プロデューサー
- アルプスおとめ『ニジイロファイター』プロデューサー
- アルプスおとめ『目指せ！ファーストレディ』プロデューサー
- アルプスおとめ『アップルストアーはりんご屋です』プロデューサー
- ライスボール『JAN-KEN-PON』プロデューサー
- ライスボール『涙のセンタク』プロデューサー
- ライスボール『未来NIPPON』プロデューサー
- ライスボール『記憶』プロデューサー
- ライスボール『ボクは土手町の時計台』プロデューサー
- ライスボール『Relay』プロデューサー
- ライスボール『レインボー』プロデューサー
- ライスボール『JAN-KEN-PON (English ver.)』プロデューサー
- ライスボール『時空ロマンス』プロデューサー
- ライスボール『まっしぐら』プロデューサー
- ライスボール『青天の霹靂』プロデューサー
- 小山内創祐『HANETO』プロデューサー
- 佐藤静奈『フーカ・リッカ』プロデューサー

ほか